# Microcharacidium eleotrioides
Microcharacidium eleotrioides is een straalvinnige vissensoort uit de familie van de grondzalmen (Crenuchidae). De wetenschappelijke naam van de soort is voor het eerst geldig gepubliceerd in 1960 door Géry.